# Тшебунь (Мазовецьке воєводство)
Тшебунь (пол. Trzebuń) — село в Польщі, у гміні Стара Біла Плоцького повіту Мазовецького воєводства.
Населення — 111 осіб (2011).
У 1975-1998 роках село належало до Плоцького воєводства.

## Демографія
Демографічна структура станом на 31 березня 2011 року:
|          | Загалом | Допрацездатний вік | Працездатний вік | Постпрацездатний вік |
| -------- | ------- | ------------------ | ---------------- | -------------------- |
| Чоловіки | 54      | 12                 | 34               | 8                    |
| Жінки    | 57      | 21                 | 24               | 12                   |
| Разом    | 111     | 33                 | 58               | 20                   |